# Наута-Морет, Элли
Элисабет «Элли» Наута (нидерл. Elisabeth 'Elly' Nauta, урождённая Морет, Moret, 2 мая 1917, Гаага — 31 декабря 1960, Ренкюм, Гелдерланд или Остербек, Гелдерланд) — одна из немногих женщин-engelandvaarder (беженок из Нидерландов в Великобританию во время Второй мировой войны). Принимала активное участие в Сопротивлении в Лейдене. После ареста отца Наута-Морет решила бежать в Англию. В конце войны она стала членом нидерландского Женского вспомогательного корпуса (VHK).

## Биография
Родилась 2 мая 1917 года в Гааге.

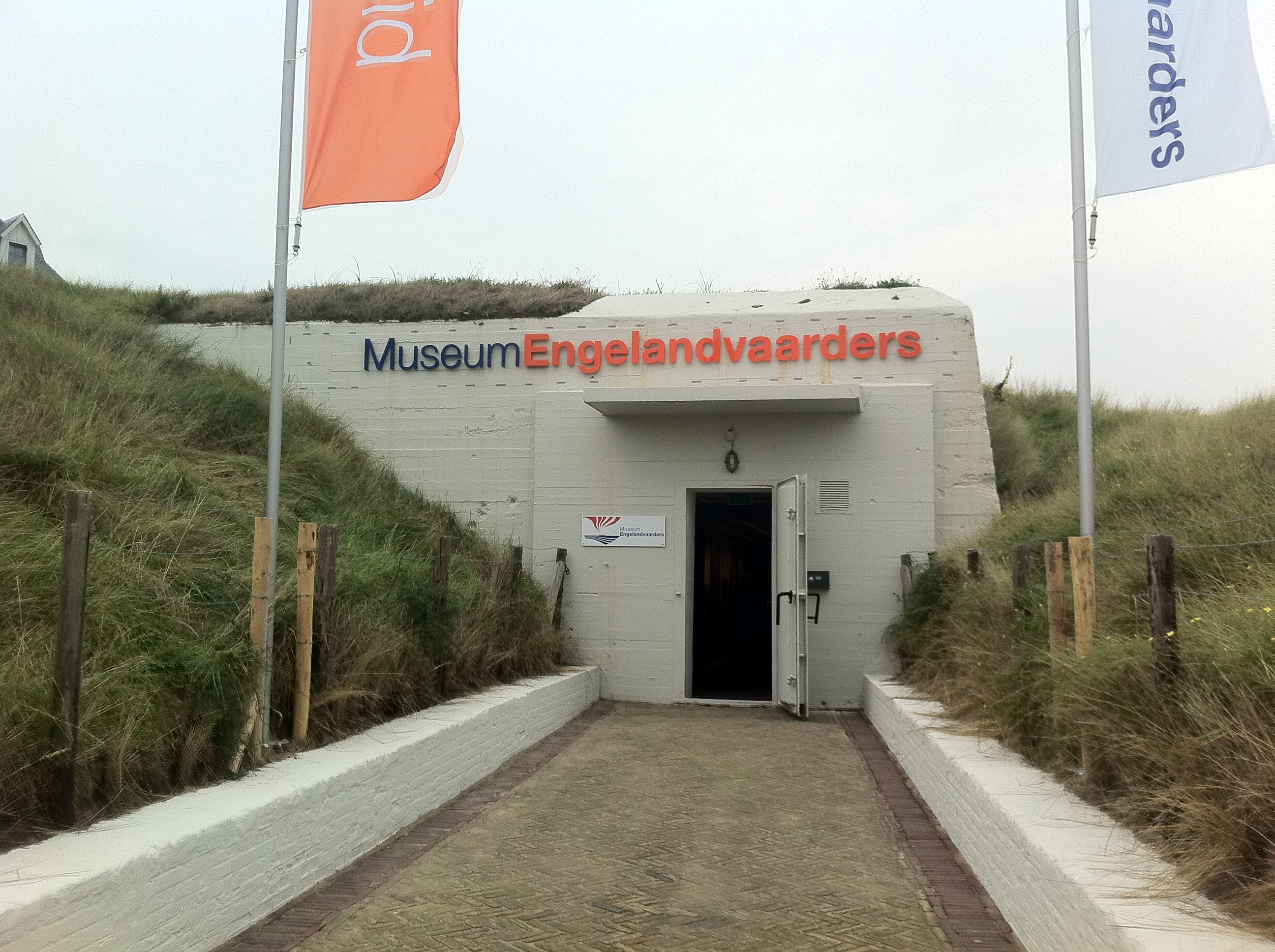
Музей беженцев из Нидерландов в Великобританию в Нордвейке

Была в Сопротивлении, в шпионской группе в Лейдене вместе с отцом, бухгалтером Йоханнесом Якобом Моретом (Johannes Jacobus Moret, 1880—1945) и мужем Феликсом (Felix Nauta). Её отца арестовали. Год спустя, Элли и Феликс решили бежать в Великобританию, опасаясь той же участи. Организатором выступила Элли, которой тогда было 30 лет. В группу помимо супругов Наута входило ещё шесть человек, в том числе штурман, способный управлять судном в случае необходимости после подавления сопротивления экипажа. Часть группы имела поддельные удостоверения бункеровщиков, дававшие им доступ в портовый город Эймёйден. С помощью дружественного полицейского члены группы проникли в гавань и спрятались в холодильных камерах в рыбном трюме на рыбацком паровом люгере KW-134 «Катвейк». Им повезло, что немецкий контроль не был особенно тщательным. Вечером 7 апреля 1942 года люгер вышел из гавани. После того, как рыбаки наловили рыбы в открытом море, восемь безбилетных пассажиров вылезли из укрытия. Они были вооружены, но сильно страдали от морской болезни. Однако экипаж был на их стороне. «Да уберите эту штуку, — сказали угонщику, который первым вошел в каюту с пистолетом, — мы тоже голландцы». Однако принять решение бросить свои семьи в Нидерландам рыбакам было непросто. Убедить их помогло обещание Элли, что Сопротивление позаботится об их семьях. Однако Сопротивление не могло оказать финансовую помощь семьям моряков. Судно считалось в Нидерландах погибшим и семьи «мёртвых» моряков получали обычное пособие. Элли и её товарищи переправились в Великобританию. 
Элли Наута-Морет вместе с Эллис Брандон присоединилась к нидерландскому Женскому вспомогательному корпусу (VHK). 13 ноября 1944 года восемь групп VHK высадились в бельгийском порту Остенде. Помимо прочего, они оказывали на освобожденном юге Нидерландов помощь эвакуированным, раздавали еду и одежду, сопровождали детей при перевозке в Англию и помогали Красному Кресту.
Умерла 31 декабря 1960 года в Остербике.